# Hampton (Connecticut)
Hampton – miasto w Stanach Zjednoczonych, w stanie Connecticut, w hrabstwie Windham.